# 크셰마카
크셰마카(산스크리트어: क्षेमका)는 밧사의 마지막 왕이다. 그는 마가다의 난다 황제 마하파드마 난다에 의해 패배한 후 폐위되었다. 크셰마카는 쿠루 왕조 본가의 마지막 통치자였으며, 그가 패배한 후 쿠루의 통치는 영원히 끝났다.

## 같이 보기
- 마하파드마 난다
- 난다 제국
- 쿠루크셰트라 전쟁
- 쿠루 왕국
- 마가다의 군주 목록

## 참고 문헌
- Mookerji, Radha Kumud (1988) [first published in 1966], 《Chandragupta Maurya and his times》 4판, Motilal Banarsidass, ISBN 978-81-208-0433-3
- H. C. Raychaudhuri (1988) [1967]. 〈India in the Age of the Nandas〉.   K. A. Nilakanta Sastri. 《Age of the Nandas and Mauryas》 Seco판. Delhi: Motilal Banarsidass. ISBN 978-81-208-0466-1.
- Singh, Upinder (2016), 《A History of Ancient and Early Medieval India: From the Stone Age to the 12th Century》, Pearson, ISBN 978-81-317-1677-9